# Список символов штата Калифорния

Расположение штата Калифорния на территории США

Это список официальных символов штата Калифорния, США. Статус символа присваивается решением властей штата, принимающих поправки в соответствующее положение. В апреле 2017 года началось обсуждение признания в таком качестве динозавра вида Augustynolophus morrisi, впервые обнаруженного в округе Фресно.

## Символы штата
- Напиток: Вино

Флаг Калифорнии

Печать Калифорнии

- Птица: Калифорнийский перепел (Callipepla californica)
- Цвет: Синий цвет, символизирующий небеса и золотой, символизирующий драгоценный металл.
- Танец: Свинг Западного Побережья
- Рыба: Золотая форель (Oncorhynchus mykiss aguabonita) (пресная вода), Гарибальди (Hypsypops rubicundus) (солёная вода)
- Флаг:
  - Флаг Калифорнии (начиная с 1911 года)
  - Флаг Калифорнийской республики (1846)
- Цветок: Калифорнийский мак (Eschsholzia californica)
- Народный танец: Сквэр данс
- Окаменелость: Смилодоны (Smilodon californicus)
- Драгоценный камень: Бенитоит
- Город-призрак: Боди
- Трава: (Nassella pulchra[англ.])
- Историческое общество: Калифорнийское историческое общество
- Насекомое: Калифорнийская бабочка-пехотинец (Colias eurydice)
- Млекопитающее: Гризли (Ursus californicus)
- Морское млекопитающее: Серый кит (Eschrichtius robustus)
- Военный музей: Калифорнийский музей вооружённых сил
- Минерал: Золото
- Девиз: Эврика
- Прозвище: Золотой штат
- Поэт-лауреат: Кэрол Маск-Дакс
- Доисторический артефакт: Каменный медведь
- Рептилия: Пустынный западный гофер (gopherus agassizi)
- Горный минерал: Серпентин
- Печать: Печать Калифорнии
- Лозунг: «Найди себя здесь»
- Почва: Сан-Хоакин
- Песня: I Love You, California
- Судно: «Californian» (шхуна)
- Клетчатая материя: Калифорнийский тартан
- Театр: Pasadena Playhouse
- Дерево: Калифорнийская секвойя (California redwood), Секвойядендрон (Giant Sequoia), Секвойя (Coast Redwood)
- Четверть доллара США — Калифорния 2005: